# Johnny Melville
Johnny Melville (* 27. ledna 1948 Leith) je skotský klaun a herec. Svou kariéru zahájil v roce 1972, působil v divadelních souborech Salakta Balloon Band a Kaboodle Theater. V roce 1978 se vydal na sólovou dráhu, kterou zahájil na Festival of Fools a později vystupoval na festivalech na různých místech Evropy. Později začal vystupovat také ve filmech a v televizi. Hrál například ve filmech Zaslepení (2008), ke kterému zároveň napsal scénář, Láska a zběsilost (2009) a V písku - Příslib svobody (2015). Řadu krátkometrážních filmů také režíroval.